# 香磨山水库
香磨山水库是中国黑龙江省哈尔滨市木兰县境内的一座水库，位于木兰达河上，建于1971年。水库正常库容为6600万立方米，集雨面积为376平方千米，海拔为182.9米。